# Pentatlo moderno nos Jogos Olímpicos de Verão de 2008
As competições de pentatlo moderno nos Jogos Olímpicos de Verão de 2008 foram disputadas em 21 e 22 de agosto de 2008 em Pequim, na China. A prova equestre e a corrida cross-country foram realizadas no Estádio Centro Esportivo Olímpico, as competições de natação ocorreram no Parque Aquático Yingdong, e as provas de esgrima e tiro no Centro de Convenções do Olympic Green.

## Calendário
| Agosto           | 6 | 7 | 8 | 9 | 10 | 11 | 12 | 13 | 14 | 15 | 16 | 17 | 18 | 19 | 20 | 21 | 22 | 23 | 24 |
| ---------------- | - | - | - | - | -- | -- | -- | -- | -- | -- | -- | -- | -- | -- | -- | -- | -- | -- | -- |
| Pentatlo moderno |   |   |   |   |    |    |    |    |    |    |    |    |    |    |    | 1  | 1  |    |    |

|  | Dia de competição |  | Dia de final |

## Eventos
Dois conjuntos de medalhas foram concedidas nos seguintes eventos:
- Masculino
- Feminino

## Medalhistas

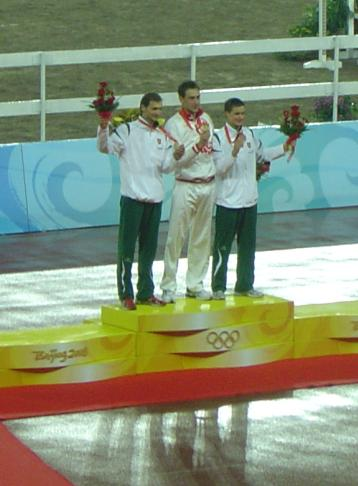
Pódio masculino do pentatlo moderno: Edvinas Krungolcas (esquerda), Andrey Moiseev (centro) e Andrejus Zadneprovskis.

| Evento             | Ouro                         | Prata                           | Bronze                                 |
| ------------------ | ---------------------------- | ------------------------------- | -------------------------------------- |
| Feminino detalhes  | Lena Schöneborn GER Alemanha | Heather Fell GBR Grã-Bretanha   | Anastasiya Samusevich BLR Bielorrússia |
| Masculino detalhes | Andrey Moiseev RUS Rússia    | Edvinas Krungolcas LTU Lituânia | Andrejus Zadneprovskis LTU Lituânia    |

## Doping
Victoria Tereshuk, da Ucrânia, originalmente ganhou a medalha de bronze na competição feminina, mas foi desclassificada em 1 de março de 2017 após a reanálise de seu teste antidoping acusar positivo para a substância proibida turinabol. Anastasiya Samusevich, da Bielorrússia, herdou oficialmente a medalha.

## Quadro de medalhas
| Ordem | País             | Medalha de ouro | Medalha de prata | Medalha de bronze |   | Ordem por total |
| ----- | ---------------- | --------------- | ---------------- | ----------------- | - | --------------- |
| 1     | GER Alemanha     | 1               |                  |                   | 1 | 2               |
|       | RUS Rússia       | 1               |                  |                   | 1 | 2               |
| 3     | LTU Lituânia     |                 | 1                | 1                 | 2 | 1               |
| 4     | GBR Grã-Bretanha |                 | 1                |                   | 1 | 2               |
| 5     | BLR Bielorrússia |                 |                  | 1                 | 1 | 2               |
| TOTAL | TOTAL            | 2               | 2                | 2                 | 6 | —               |